# Bar, Horodok
Bar (în ucraineană Бар) este un sat în comuna Dobreanî din raionul Horodok, regiunea Liov, Ucraina.

## Demografie
Componența lingvistică a localității Bar
     Ucraineană (99,57%)
     Alte limbi (0,43%)
Conform recensământului din 2001, majoritatea populației localității Bar era vorbitoare de ucraineană (99,57%), existând în minoritate și vorbitori de alte limbi.